# 東京現像所
株式会社東京現像所（とうきょうげんぞうしょ、英: TOKYO LABORATORY LTD.）は、主に映画・テレビ番組の仕上げを行っていた映像ポストプロダクション。東宝の連結子会社で、阪急阪神東宝グループに属していた。
東洋現像所（現・IMAGICA Lab.）・東映化学（現・東映ラボ・テック）とともに日本の3大現像所と呼ばれていた。

## 概要
1953年に公開された大映の総天然色映画『地獄門』の成功以来、松竹、東宝、新東宝、東映の各社はイーストマン・カラーを採用したが、同カラーの現像は東洋現像所以外は出来なかった。
当時の日本でも高まりつつあった天然色映画（カラー映画）の需要に応えるため、東洋現像所のイーストマン・カラーに対抗すべく、1955年に大沢商会がアグフアと技術提携して天然色映画フィルムの現像所新設に名乗りを上げた。発起人は大沢商会の大澤善夫、城戸四郎松竹社長、永田雅一大映社長、寺本熊俊東宝副社長、川喜多長政東和映画社長、藤山愛一郎の各氏で、同年4月21日に創立総会を開催して即日登記を完了し、翌4月22日に「株式会社東京現像所」が正式発足した。資本金は1億円で社長に大澤善夫が就任し、副社長に岡庄五、取締役に永田雅一、小林富佐雄、監査役に藤山愛一郎、川喜多長政が就任した。また、本社事務所は東京都中央区銀座西の大沢商会内に、現像工場は調布市小島町御殿北裏に設置された。
当初より色彩技術の開発に重点が置かれ、その成果は1960年の大映『おとうと』（監督：市川崑、撮影：宮川一夫）において採用された銀残しと呼ばれる現像手法にも結実した（『おとうと』は1961年のカンヌ国際映画祭フランス映画高等技術委員会賞を受賞）。その他にも小津安二郎のカラー作品やオプチカル合成を駆使した東宝の特撮作品、松竹『男はつらいよ』、精緻な色調が日本国外では“キタノ・ブルー”とも呼ばれた北野武監督作などを手がけてきたことで知られる。
その後、デジタル・インターミディエイト、VFX、デジタルシネマなどの分野で日本国内外の映像作品に携わっていた。また、テレビ普及期よりアニメーション番組との係わりが深く、多くのアニメ番組クレジットタイトルでその社名を見ることができた。2016年からは、VFXセクションが「Digital Clover」（デジタルクローバー）と名乗って活動していた。
外国映画の日本語字幕の制作も担当していたほか、コマーシャル撮影や映画撮影での需要が未だにあることからフイルム事業も継続しており、日本国内で8mmフィルム・16mmフィルム・35mmフィルムの映画フィルム現像が行える数少ない拠点のひとつだった。現像には、深大寺の湧き水を施設内のプールに溜めて使っていた。また、専用のスキャナーを使用したフィルムからのスキャニング技術が発達した近年では、黒澤明作品など旧作のデジタルリマスター作業も担当していた。

### 事業終了
デジタルシネマが普及したことでDCP（デジタルシネマパッケージ）サービスの効率化を図るべく、2022年9月30日、IMAGICAエンタテインメントメディアサービスと東宝が2023年4月に両社合弁の新会社を設立し、IMAGICAおよび東京現像所の個別で行ってきたDCPサービスを当該会社で行うことを発表した。これに伴い、IMAGICAおよび東京現像所のDCPサービスは両社とも2023年3月31日に終了した。
その後、東宝の取締役会において「DCP事業終了後の今後の方向性を検討したが、残存事業のみで同社が経営を維持することは困難」と判断し、2022年11月22日、東京現像所の事業終了を決議し「2023年11月30日（予定）で全事業を終了する」という旨を発表。同月25日に東京現像所も全事業終了を正式に発表した。なお、DI事業、映像編集事業は東宝の子会社であるTOHOスタジオに、アーカイブ事業は同じく東宝の子会社であるTOHOアーカイブ株式会社に、2023年12月1日付で承継された。
2023年9月時点で、東京現像所が預かっているフィルム原版で返却先と連絡が取れないものが約2万作品もあり、一時は東京現像所の事業終了に伴い廃棄対象になるとされたが、こちらもTOHOアーカイブが引き続き管理することになった。
2023年12月1日、東宝スタジオ構内に後継施設「HIGH-RESOLUTION BASE」を新設。同所にて、DI・DCPマスター作成・映像編集の各事業と映像資産のアーカイブサービスの提供を開始した。
2024年3月1日、親会社の東宝株式会社に吸収合併（簡易合併）され、法人格も消滅した。

## 沿革
- 1955年 - 東宝・大映・大沢商会など映画関係各社の出資により設立
- 1956年 - アグフア・カラー（英語版）の現像業務開始
- 1957年 - イーストマン・カラーの現像業務開始
- 1965年 - テレビコマーシャルフィルムの受注開始
- 1969年 - 70mmフィルム現像設備完成、日本万国博覧会（大阪万国博覧会）の大型映像作品など多数受注
- 1977年 - ビデオ業務開始
- 1985年 - 国際科学技術博覧会（EXPO'85）の大型映像作品など多数受注
- 1991年 - 映像企画制作業務・アニメーション撮影業務開始
- 2002年 - 字幕制作業務開始
- 2003年 - コダックイメージケアプログラムメンバー認証取得
- 2005年 - togen虎ノ門試写室を開設、フィルムスキャナー「ARRISCAN」導入
- 2006年 - 第二試写室リニューアル、カラーグレーディングルーム「DI meister I」新設、4Kリアルタイムフィルムレコーダー「Quattro」開発
- 2008年 - カラーグレーデイングルーム「DI Meister II」新設
- 2010年 - デジタルシネマパッケージ（DCP）業務開始
- 2013年 - HDテレシネシステム「Millennium」導入
- 2014年 - togen虎ノ門試写室をデジタル化
- 2015年 - 日本初となるフィルム光学音声トラック用スキャナー「SONDOR」導入、高品質マルチフォーマットフィルムスキャナー「SCANITY」設置
- 2016年 - HDR（ハイダイナミックレンジ）対応のマスタリングサービスを開始、4K放送用DIルーム「DI-4K」新設
- 2018年 - 新4K衛星放送用のマスタリングサービスを開始
- 2020年 - 東宝スタジオ内に「DIファクトリー」を開設
- 2023年 - 全事業を終了
- 2024年 - 東宝に吸収合併（簡易合併）されて解散

## 制作に関与した主な作品

### 映画
- 1956年 午後8時13分・七つの誓い
- 1957年 柳生武芸帳・夜の蝶・女体は哀しく
- 1958年 彼岸花・無法松の一生・裸の大将・巨人と玩具
- 1959年 鍵・グラマ島の誘惑・日本誕生
- 1960年 おとうと・秋日和
- 1961年 小早川家の秋・妻として女として・ガス人間第一号
- 1962年 秋刀魚の味・妖星ゴラス・ニッポン無責任時代・キングコング対ゴジラ
- 1963年 犯罪作戦 No.1・太平洋の翼・クレージー作戦 先手必勝・マタンゴ・海底軍艦
- 1964年 モスラ対ゴジラ・日本一のホラ吹き男・宇宙大怪獣 ドゴラ
- 1965年 日本一のゴマすり男・フランケンシュタイン対地底怪獣・怪獣大戦争
- 1966年 クレージーだよ奇想天外・フランケンシュタインの怪獣 サンダ対ガイラ・クレージー大作戦・ゴジラ・エビラ・モスラ 南海の大決闘
- 1967年 大怪獣空中戦 ガメラ対ギャオス・クレージー黄金作戦・キングコングの逆襲・乱れ雲
- 1968年 ガメラ対宇宙怪獣バイラス・怪獣総進撃・連合艦隊司令長官 山本五十六
- 1969年 男はつらいよ・日本一の断絶男・ゴジラ・ミニラ・ガバラ オール怪獣大進撃
- 1970年 ガメラ対大魔獣ジャイガー・男はつらいよ 望郷篇・ゲゾラ・ガニメ・カメーバ 決戦！ 南海の大怪獣・どですかでん
- 1971年 男はつらいよ 寅次郎恋歌・激動の昭和史 沖縄決戦・ゴジラ対ヘドラ
- 1972年 男はつらいよ 柴又慕情・地球攻撃命令 ゴジラ対ガイガン・パンダコパンダ
- 1973年 男はつらいよ 寅次郎忘れな草・海軍特別年少兵
- 1974年 青春の蹉跌・竜馬暗殺・わが道
- 1975年 金環蝕・男はつらいよ 寅次郎相合い傘
- 1976年 青春の殺人者・男はつらいよ 寅次郎夕焼け小焼け・あにいもうと
- 1977年 竹山ひとり旅・姿三四郎
- 1978年 博多っ子純情・ルパン三世 ルパンVS複製人間
- 1979年 ウルトラ6兄弟VS怪獣軍団・ウルトラマン怪獣大決戦・あゝ野麦峠・エースをねらえ! (劇場版)・ルパン三世 カリオストロの城
- 1980年 宇宙怪獣ガメラ・ドラえもん のび太の恐竜・太陽の子 てだのふあ・男はつらいよ 寅次郎ハイビスカスの花・地震列島
- 1981年 泥の河・ユニコ・ドラえもん のび太の宇宙開拓史・怪物くん 怪物ランドへの招待・機動戦士ガンダム・フリテンくん・機動戦士ガンダムII 哀・戦士編・ドラえもん ぼく、桃太郎のなんなのさ・21エモン 宇宙へいらっしゃい!・連合艦隊・北斎漫画・近頃なぜかチャールストン
- 1982年 ドラえもん のび太の大魔境・忍者ハットリくん ニンニン忍法絵日記の巻・怪物くん デーモンの剣・機動戦士ガンダムIII めぐりあい宇宙編・怪異談 生きてゐる小平次
- 1983年 うる星やつら オンリー・ユー・ドラえもん のび太の海底鬼岩城・忍者ハットリくん ニンニンふるさと大作戦の巻・パーマン バードマンがやって来た!!・クラッシャージョウ・戦場のメリークリスマス・はだしのゲン・ユニコ　魔法の島へ
- 1984年 うる星やつら2 ビューティフル・ドリーマー・風の谷のナウシカ・超人ロック・ドラえもん のび太の魔界大冒険・忍者ハットリくん+パーマン 超能力ウォーズ・ウルトラマンZOFFY ウルトラの戦士VS大怪獣軍団・ウルトラマンキッズ M7.8星のゆかいな仲間・ウルトラマン物語・アニメちゃん・零戦燃ゆ・伽耶子のために・ゴジラ
- 1985年 うる星やつら3 リメンバー・マイ・ラヴ・カムイの剣・ドラえもん のび太の宇宙小戦争・忍者ハットリくん+パーマン 忍者怪獣ジッポウVSミラクル卵・ドレミファ娘の血は騒ぐ
- 1986年 うる星やつら4 ラム・ザ・フォーエバー・アリオン・ドラえもん のび太と鉄人兵団・プロゴルファー猿 スーパーGOLFワールドへの挑戦!!・オバケのQ太郎 とびだせ! バケバケ大作戦・ドン松五郎の生活・ジャズ大名・はだしのゲン2・子猫物語・おニャン子ザ・ムービー 危機イッパツ!・そろばんずく・人間の約束・恋する女たち・時空の旅人・火の鳥 鳳凰編
- 1987年 竹取物語・ドラえもん のび太と竜の騎士・プロゴルファー猿 甲賀秘境!影の忍法ゴルファー参上!・オバケのQ太郎 とびだせ! 1/100大作戦・いとしのエリー・ハチ公物語・男はつらいよ 知床慕情・光る女・BU・SU・永遠の1/2・私をスキーに連れてって・ドン松五郎の大冒険
- 1988年 郷愁・うる星やつら 完結篇・ドラえもん のび太のパラレル西遊記・エスパー魔美 星空のダンシングドール・ウルトラB ブラックホールからの独裁者B・B・機動戦士ガンダム 逆襲のシャア・となりのトトロ・火垂るの墓・木村家の人びと・優駿 ORACIÓN・TOMORROW 明日・快盗ルビイ・孔雀王
- 1989年 ドラえもん のび太の日本誕生・ドラミちゃん ミニドラSOS!!!・それいけ!アンパンマン キラキラ星の涙・その男、凶暴につき・ゴジラvsビオランテ・ウルトラマンUSA・NEMO/ニモ
- 1990年 ドラえもん のび太とアニマル惑星・チンプイ エリさま活動大写真・ウルトラQ ザ・ムービー 星の伝説・それいけ!アンパンマン ばいきんまんの逆襲・櫻の園・3-4X10月・浪人街・つぐみ
- 1991年 ドラえもん のび太のドラビアンナイト・ドラミちゃん アララ♥少年山賊団!・機動戦士ガンダムF91・息子・大誘拐 RAINBOW KIDS・それいけ!アンパンマン とべ! とべ! ちびごん・無能の人・あの夏、いちばん静かな海。・12人の優しい日本人・真夏の地球・おもひでぽろぽろ・四万十川・ゴジラvsキングギドラ
- 1992年 ドラえもん のび太と雲の王国・21エモン 宇宙いけ! 裸足のプリンセス・それいけ!アンパンマン つみき城のひみつ・機動戦士ガンダム0083 ジオンの残光・いつかギラギラする日・おこげ・寝盗られ宗介・ゴジラvsモスラ
- 1993年 ドラえもん のび太とブリキの迷宮・ドラミちゃん ハロー恐竜キッズ!!・クレヨンしんちゃん アクション仮面VSハイグレ魔王・それいけ!アンパンマン 恐竜ノッシーの大冒険・学校・ゴジラvsメカゴジラ
- 1994年 かっ飛ばせ!ドリーマーズ〜広島カープ誕生物語〜・ドラえもん のび太と夢幻三剣士・ドラミちゃん 青いストローハット・ウメ星デンカ 宇宙の果てからパンパロパン・クレヨンしんちゃん ブリブリ王国の秘宝・ヤマトタケル・それいけ!アンパンマン リリカル☆マジカルまほうの学校・餓狼伝説 -THE MOTION PICTURE-・棒の哀しみ・ゴジラvsスペースゴジラ
- 1995年 東京兄妹・みんな〜やってるか!・ドラえもん のび太の創世日記・2112年 ドラえもん誕生・劇場版 ユンカース・カム・ヒア・クレヨンしんちゃん 雲黒斎の野望・KAMIKAZE TAXI・幻の光・それいけ!アンパンマン ゆうれい船をやっつけろ!!・ゴジラvsデストロイア
- 1996年 ドラえもん のび太と銀河超特急・ドラミ&ドラえもんズ ロボット学校七不思議!?・爆走! ムーンエンジェル 〜北へ〜・シャブ極道・映画 忍たま乱太郎・キッズ・リターン・それいけ!アンパンマン 空とぶ絵本とガラスの靴・学校II・虹をつかむ男
- 1997年 ドラえもん のび太のねじ巻き都市冒険記・ザ☆ドラえもんズ 怪盗ドラパン謎の挑戦状!・東京夜曲・誘拐・それいけ!アンパンマン 虹のピラミッド・復讐 THE REVENGE 運命の訪問者・CURE
- 1998年 パーフェクトブルー・ドラえもん のび太の南海大冒険・ザ☆ドラえもんズ ムシムシぴょんぴょん大作戦!・帰ってきたドラえもん・HANA-BI・それいけ!アンパンマン てのひらを太陽に・愛を乞うひと・学校III
- 1999年 ドラえもん のび太の宇宙漂流記・ザ☆ドラえもんズ おかしなお菓子なオカシナナ?・のび太の結婚前夜・菊次郎の夏・それいけ!アンパンマン 勇気の花がひらくとき・ナージャの村・劇場版カードキャプターさくら・CLOVER・こちら葛飾区亀有公園前派出所 THE MOVIE・ゴジラ2000　ミレニアム
- 2000年 ドラえもん のび太の太陽王伝説・ザ☆ドラえもんズ ドキドキ機関車大爆走!・おばあちゃんの思い出・The AURORA 海のオーロラ・それいけ!アンパンマン 人魚姫のなみだ・劇場版カードキャプターさくら 封印されたカード・ああっ女神さまっ
- 2001年 青の瞬間・チャイニーズ・ディナー・ドラえもん のび太と翼の勇者たち・それいけ!アンパンマン ゴミラの星・がんばれ!ジャイアン!!・ドラミ&ドラえもんズ 宇宙ランド危機イッパツ!
- 2002年 ドラえもん のび太とロボット王国・ザ☆ドラえもんズ ゴール!ゴール!ゴール!!・ぼくの生まれた日・たそがれ清兵衛・OUT・トリック劇場版・それいけ!アンパンマン ロールとローラ うきぐも城のひみつ・模倣犯・Dolls
- 2003年 呪怨・ドラえもん のび太とふしぎ風使い・Pa-Pa-Pa ザ★ムービー パーマン・阿修羅のごとく・鏡の女たち・座頭市・ロボコン
- 2004年 ドラえもん のび太のワンニャン時空伝・ドラえもんアニバーサリー25・Pa-Pa-Pa ザ★ムービー パーマン タコDEポン!アシHAポン!・父と暮せば・隠し剣 鬼の爪・赤い月・娘道成寺 蛇炎の恋・雨鱒の川
- 2005年 パッチギ!・ローレライ・蟬しぐれ・タッチ・埋もれ木
- 2006年 県庁の星・着信アリ・輪廻・佐賀のがばいばあちゃん・水霊 ミズチ
- 2007年 愛の流刑地・秘密結社鷹の爪 THE MOVIE 〜総統は二度死ぬ〜・シナモン　the movie・ねずみ物語 〜ジョージとジェラルドの冒険〜
- 2008年 ホームレス中学生・アキレスと亀・デトロイト・メタル・シティ
- 2009年 20世紀少年〈第2章〉最後の希望・劒岳 点の記・南極料理人・沈まぬ太陽
- 2010年 悪人・アウトレイジ・桜田門外ノ変・ゴールデンスランバー・食堂かたつむり
- 2011年 DOG×POLICE 純白の絆・天国からのエール・神様のカルテ・ドラえもん 新・のび太と鉄人兵団 〜はばたけ 天使たち〜
- 2012年 アウトレイジ ビヨンド・るろうに剣心・桐島、部活やめるってよ・わが母の記・宇宙兄弟
- 2013年 R100・少年H・旅立ちの島唄〜十五の春〜・脳男・県庁おもてなし課・クロユリ団地・陽だまりの彼女
- 2014年 神様のカルテ2・WOOD JOB! 〜神去なあなあ日常〜・蜩ノ記・トリック劇場版 ラストステージ・小さいおうち
- 2015年 龍三と七人の子分たち・ストロボ・エッジ・母と暮らせば・天才バカヴォン〜蘇るフランダースの犬〜・orange -オレンジ-
- 2016年 家族はつらいよ・星ガ丘ワンダーランド・世界から猫が消えたなら・植物図鑑・青空エール・怒り・ボクの妻と結婚してください。・ぼくは明日、昨日のきみとデートする
- 2017年 恋妻家宮本・チア☆ダン〜女子高生がチアダンスで全米制覇しちゃったホントの話〜・ドラえもん のび太の南極カチコチ大冒険・亜人・アウトレイジ 最終章・先生！、、、好きになってもいいですか？
- 2018年 ドラえもん のび太の宝島・クレヨンしんちゃん 爆盛!カンフーボーイズ〜拉麺大乱〜・名探偵コナン ゼロの執行人・友罪・羊と鋼の森
- 2019年 フォルトゥナの瞳・君は月夜に光り輝く
- 2020年 ドラえもん のび太の新恐竜
- 2021年 名探偵コナン 緋色の弾丸

### フィルムからのデジタルリマスター
- 世紀のご成婚（4K）
- ゴジラ
- キングコング対ゴジラ（4K）
- 七人の侍（4K）
- 生きる（4K）
- 用心棒（4K）
- 椿三十郎（4K）
- 天国と地獄（4K）
- 野良犬（4K）
- 影武者（4K）
- 浮雲（4K）
- 赤ひげ
- ニッポン無責任時代
- 細雪
- 駅 STATION
- ドラえもん のび太の日本誕生（4K）
- モスラ（4K）

### テレビドラマ
- 独身のスキャット
- おくさまは18歳
- 兄貴の恋人
- なんたって18歳!
- 1・2・3と4・5・ロク（1972年版）
- 決めろ!フィニッシュ
- ママはライバル
- ワイルド7
- GO!GOスカイヤー
- ラブラブ・ライバル
- ニセモノご両親
- コードナンバー108 7人のリブ
- 怪人二十面相（1977年版）
- コメットさん（大場久美子版）
- そば屋梅吉捕物帳
- ただいま放課後
- 警視-K
- 旅がらす事件帖
- ザ・ハングマン 燃える事件簿
- 気になる天使たち
- メチャン子・ミッキー
- 魔拳!カンフーチェン
- 激闘!カンフーチェン
- 青春はみだし刑事
- 暴れ九庵
- スタア誕生
- 乳姉妹
- ヤヌスの鏡（1985年版）
- 花嫁衣裳は誰が着る
- おんな風林火山
- このこ誰の子?
- ジャングル
- アリエスの乙女たち
- 青春オーロラ・スピン スワンの涙
- スクールウォーズ2
- 刑事貴族
- ねらわれた学園（1997年版）

### 特撮
- マグマ大使
- ウルトラシリーズ（『ウルトラマン』から『ウルトラマン80』まで）
- マイティジャック
- 戦え!マイティジャック
- 怪奇大作戦
- チビラくん
- シルバー仮面
- ミラーマン
- 愛の戦士レインボーマン
- アイアンキング
- ファイヤーマン
- 恐怖劇場アンバランス
- ジャンボーグA（ノンクレジット）
- 流星人間ゾーン
- へんしん!ポンポコ玉
- スーパーロボット レッドバロン
- ダイヤモンド・アイ
- 電人ザボーガー
- スーパーロボット マッハバロン
- 少年探偵団 (BD7)
- 円盤戦争バンキッド
- それ行け!カッチン
- バトルホーク
- プロレスの星 アステカイザー
- 小さなスーパーマン ガンバロン
- スターウルフ
- UFO大戦争 戦え! レッドタイガー
- 恐竜戦隊コセイドン
- メガロマン
- ぼくら野球探偵団
- Xボンバー
- おてんば宇宙人
- 禁じられたマリコ
- 七星闘神ガイファード
- 超星神 シリーズ
- 魔弾戦記リュウケンドー
- ガールズ×戦士シリーズ シリーズ
- リズスタ -Top of Artists!-
- ウルトラマンブレーザー

### 日本語字幕
- 007/ノー・タイム・トゥ・ダイ
- トップガン マーヴェリック

### テレビアニメ

#### 1960年代 - 1970年代
| - ムーミン - 男一匹ガキ大将 - アタックNo.1 - あしたのジョー - 赤き血のイレブン - ルパン三世 - アンデルセン物語 - さすらいの太陽 - 国松さまのお通りだい - ムーミン（新） - ど根性ガエル - 荒野の少年イサム - 赤胴鈴之助 - かいけつタマゴン - けろっこデメタン - 侍ジャイアンツ - 新造人間キャシャーン - 小さなバイキング ビッケ - ワンサくん - ハゼドン - ゼロテスター - 空手バカ一代 - 宇宙戦艦ヤマト - 昆虫物語 新みなしごハッチ - てんとう虫の歌 - はじめ人間ギャートルズ - ガンバの冒険 - みつばちマーヤの冒険 - 勇者ライディーン - ラ・セーヌの星 - アラビアンナイト シンドバットの冒険 - 草原の少女ローラ - クムクム - アンデス少年ペペロの冒険 - 元祖天才バカボン - ゴワッパー5 ゴーダム - ドン・チャック物語（第2期後半） - 超電磁ロボ コン・バトラーV - ピコリーノの冒険 - ブロッカー軍団Ⅳ マシーンブラスター - ろぼっ子ビートン - 恐竜探険隊ボーンフリー - ドカベン - 花の係長 - ヤッターマン | - あしたへアタック! - 合身戦隊メカンダーロボ - おれは鉄兵 - まんが日本絵巻 - 氷河戦士ガイスラッガー - 超合体魔術ロボ ギンガイザー - 恐竜大戦争アイゼンボーグ - 超電磁マシーン ボルテスV - シートン動物記 くまの子ジャッキー - 家なき子 - ルパン三世 PART2 - 激走!ルーベンカイザー - とびだせ!マシーン飛竜 - 超スーパーカー ガッタイガー - 風船少女テンプルちゃん - 新・巨人の星 - 無敵超人ザンボット3 - 若草のシャルロット - 一球さん - リトル・ルルとちっちゃい仲間 - はいからさんが通る - 闘将ダイモス - 無敵鋼人ダイターン3 - 野球狂の詩 - 宝島 - 宇宙戦艦ヤマト2 - 新・エースをねらえ! - ゼンダマン - 未来ロボ ダルタニアス - ザ☆ウルトラマン - 機動戦士ガンダム - シートン動物記 りすのバナー - 新・巨人の星II - ドラえもん（第2作1期） - 科学冒険隊タンサー5 - まんが猿飛佐助 - こぐまのミーシャ - 闘士ゴーディアン |

#### 1980年代
| - メーテルリンクの青い鳥 チルチルミチルの冒険旅行 - タイムパトロール隊オタスケマン - 無敵ロボ トライダーG7 - ムーの白鯨 - スーキャット - 釣りキチ三平 - がんばれゴンベ - 伝説巨神イデオン - ほえろブンブン - 怪物くん（新） - おじゃまんが山田くん - 太陽の使者 鉄人28号 - まんがことわざ事典 - 宇宙戦艦ヤマトIII - 最強ロボ ダイオージャ - ヤットデタマン - おはよう!スパンク - 愛の学校 クオレ物語 - 忍者ハットリくん - まんが 水戸黄門 - 名犬ジョリィ - 新・ど根性ガエル - うる星やつら - 六神合体ゴッドマーズ - アニメ親子劇場 - まいっちんぐマチコ先生 - ワンワン三銃士 - 太陽の牙 ダグラム - 戦闘メカ ザブングル - 逆転イッパツマン - 野生のさけび - ゲームセンターあらし - ドン・ドラキュラ - トンデラハウスの大冒険 - とんでモン・ペ - スペースコブラ - 一ッ星家のウルトラ婆さん - フクちゃん - さすがの猿飛 - サイボットロボッチ - レインボーマン - 聖戦士ダンバイン - イーグルサム - イタダキマン - まんが日本史 - パソコントラベル探偵団 - パーマン（新） - みゆき - 装甲騎兵ボトムズ - プラレス3四郎 - キャッツ・アイ - 超時空世紀オーガス - 魔法の天使クリィミーマミ - ピュア島の仲間たち - サイコアーマー ゴーバリアン - キャプテン翼 - 銀河漂流バイファム - 子鹿物語 - ルパン三世 PARTIII - アタッカーYOU! - 重戦機エルガイム - らんぽう - オヨネコぶーにゃん - ゴッドマジンガー - 巨神ゴーグ - 魔法の妖精ペルシャ - ふしぎなコアラブリンキー - 星銃士ビスマルク - 超力ロボ ガラット - 森のトントたち - あした天気になあれ - 機甲界ガリアン | - 機動戦士Ζガンダム - オバケのQ太郎（新） - おねがい!サミアどん - プロゴルファー猿 - へーい!ブンブー - 魔法のスター マジカルエミ - ハイスクール!奇面組 - 蒼き流星SPTレイズナー - 忍者戦士 飛影 - ロボタン（新） - 宇宙船サジタリウス - 機動戦士ガンダムΖΖ - めぞん一刻 - 魔法のアイドル パステルユーミ - マシンロボ クロノスの大逆襲 - 青春アニメ全集 - ワンダービートS - ウルトラマンキッズのことわざ物語 - オズの魔法使い - Bugってハニー - Oh!ファミリー - がんばれ!キッカーズ - あんみつ姫 - ドリモグだァ!! - 機甲戦記ドラグナー - きまぐれオレンジ☆ロード - シティーハンター - ミスター味っ子 - げらげらブース物語 - エスパー魔美 - ウルトラB - マシンロボ ぶっちぎりバトルハッカーズ - のらくろクン - マンガ日本経済入門 - ついでにとんちんかん - グリム名作劇場 - おそ松くん（新） - 燃える!お兄さん - F-エフ- - 魔神英雄伝ワタル - つるピカハゲ丸くん - シティーハンター2 - 鎧伝サムライトルーパー - 新プロゴルファー猿 - 超音戦士ボーグマン - 鉄拳チンミ - ビリ犬 - トッポ・ジージョ - 名門!第三野球部 - 美味しんぼ - それいけ!アンパンマン - おぼっちゃまくん - 魔動王グランゾート - 獣神ライガー - アイドル伝説えり子 - アマダアニメシリーズ: スーパーマリオブラザーズ - 天空戦記シュラト - らんま1/2 - ビリ犬なんでも商会 - GO! レスラー軍団 - がきデカ - レスラー軍団〈銀河編〉 聖戦士ロビンJr. - シートン動物記 - ジャングルブック・少年モーグリ - 桃太郎伝説 PEACH LEGEND - ダッシュ!四駆郎 - 笑ゥせぇるすまん - 機動警察パトレイバー - シティーハンター3 - YAWARA! - まじかるハット - たいむとらぶるトンデケマン! - チンプイ - ドラゴンクエスト |

#### 1990年代
| - 平成天才バカボン - ちびまる子ちゃん - 勇者エクスカイザー - 魔神英雄伝ワタル2 - キャッ党忍伝てやんでえ - アイドル天使 ようこそようこ - NG騎士ラムネ&40 - 楽しいムーミン一家 - ガタピシ - 魔法のエンジェル スイートミント - RPG伝説ヘポイ - からくり剣豪伝ムサシロード - PEACH COMMAND 新桃太郎伝説 - 八百八町表裏 化粧師 - 江戸っ子ボーイ がってん太助 - おちゃめなふたご クレア学院物語 - ピグマリオ - おれは直角 - ドラゴンクエスト（第2部） - 太陽の勇者ファイバード - 緊急発進セイバーキッズ - 笑ゥせぇるすまん（第2期） - 機甲警察メタルジャック - ジャンケンマン - 絶対無敵ライジンオー - 少年アシベ - 21エモン - OH!MYコンブ - ちいさなおばけアッチ・コッチ・ソッチ - どろろんぱっ! - 新世紀GPXサイバーフォーミュラ - ハイスクールミステリー 学園七不思議 - ゲンジ通信あげだま - 楽しいムーミン一家 冒険日記 - 横山光輝 三国志 - わたしとわたし ふたりのロッテ - 燃えろ!トップストライカー - チエちゃん奮戦記 じゃりン子チエ - 丸出だめ夫 - 魔法のプリンセス ミンキーモモ（新） - ママは小学4年生 - 花の魔法使いマリーベル - 伝説の勇者ダ・ガーン - 宇宙の騎士テッカマンブレード - ああ播磨灘 - ヨーヨーの猫つまみ - 超電動ロボ 鉄人28号FX - 元気爆発ガンバルガー - さすらいくん - クレヨンしんちゃん - あしたへフリーキック - まぼろしまぼちゃん - 笑ゥせぇるすまん（第3期） - 少年アシベ2 - 幽☆遊☆白書 - ツヨシしっかりしなさい - フランダースの犬 ぼくのパトラッシュ - スーパーヅガン - みかん絵日記 - 風の中の少女 金髪のジェニー - 姫ちゃんのリボン - ミラクル☆ガールズ - 勇者特急マイトガイン - 熱血最強ゴウザウラー - 機動戦士Vガンダム - 疾風!アイアンリーガー - ムカムカパラダイス - しましまとらのしまじろう - 勇者警察ジェイデッカー - レッドバロン - 白雪姫の伝説 - 楽しいウイロータウン - とっても!ラッキーマン - 覇王大系リューナイト - ヤマトタケル - 機動武闘伝Gガンダム - 愛と勇気のピッグガール とんでぶーりん - キャプテン翼J - BLUE SEED - マクロス7 - 魔法騎士レイアース | - ちびまる子ちゃん（第2期） - 鬼神童子ZENKI - NINKU -忍空- - 黄金勇者ゴルドラン - 新機動戦記ガンダムW - 獣戦士ガルキーバ - スレイヤーズ - クマのプー太郎 - ふしぎ遊戯 - H2 - ナースエンジェルりりかSOS - ママはぽよぽよザウルスがお好き - バーチャファイター - 新世紀エヴァンゲリオン - ドッカン!ロボ天どん - 名探偵コナン - 勇者指令ダグオン - みどりのマキバオー - 天空のエスカフローネ - VS騎士ラムネ&40炎 - こどものおもちゃ - CLAMP学園探偵団 - ガンバリスト!駿 - 逮捕しちゃうぞ - 水色時代 - 機動新世紀ガンダムX - ビート・エックス - こちら葛飾区亀有公園前派出所 - 超者ライディーン - マッハGoGoGo（新） - YAT安心!宇宙旅行 - 少女革命ウテナ - ケロケロちゃいむ - 勇者王ガオガイガー - スーパーフィッシング グランダー武蔵 - はいぱーぽりす - 忍ペンまん丸 - 烈火の炎 - マスターモスキートン'99 - さくらももこ劇場 コジコジ - セクシーコマンドー外伝 すごいよ!!マサルさん - 万能文化猫娘 - Bビーダマン爆外伝 - 銀河漂流バイファム13 - ビーストウォーズII 超生命体トランスフォーマー - トライガン - アキハバラ電脳組 - たこやきマントマン - 魔法のステージファンシーララ - グランダー武蔵RV - アリスSOS - AIKa - カードキャプターさくら - サイレントメビウス - ブレンパワード - 熱沙の覇王ガンダーラ - DTエイトロン - 頭文字D - 浦安鉄筋家族 - 発明BOYカニパン - 彼氏彼女の事情 - 魔術士オーフェン - ガサラキ - MASTERキートン - スーパードール★リカちゃん - デビルマンレディー - どっきりドクター - 星界の紋章 - 小さな巨人 ミクロマン - ビーストウォーズネオ 超生命体トランスフォーマー - 超発明BOYカニパン - Bビーダマン爆外伝V - 逮捕しちゃうぞ Special - ベターマン - 神八剣伝 - パワーストーン - それゆけ!宇宙戦艦ヤマモト・ヨーコ - 十兵衛ちゃん -ラブリー眼帯の秘密- - カードキャプターさくら（第2期） - 天使になるもんっ! - A.D.POLICE - コレクター・ユイ - ∀ガンダム - 魔装機神サイバスター - GTO - 下級生 - カードキャプターさくら（第3期） - サイボーグクロちゃん - 魔術士オーフェン Revenge - セラフィムコール - THE ビッグオー - 頭文字D Second Stage - 未来少年コナンII タイガアドベンチャー - ごぞんじ!月光仮面くん - レレレの天才バカボン - ビックリマン2000 - Di Gi Charat |

#### 2000年代
| - 六門天外モンコレナイト - ニャニがニャンだー ニャンダーかめん - ドキドキ♡伝説 魔法陣グルグル - タイムボカン2000 怪盗きらめきマン - サクラ大戦TV - 妖しのセレス - メダロット魂 - GEAR戦士電童 - 犬夜叉 - 学校の怪談 - 爆転シュート ベイブレード - Dr.リンにきいてみて! - Cosmic Baton Girl コメットさん☆ - ジャングルはいつもハレのちグゥ - オフサイド - ちっちゃな雪使いシュガー - 満月をさがして - 激闘!クラッシュギアTURBO - よばれてとびでて!アクビちゃん - 東京ミュウミュウ - ホイッスル! - ふぉうちゅんドッグす - ちょびっツ - あたしンち - クラッシュギアNitro - 藍より青し - マーメイドメロディーぴちぴちピッチ - ボンバーマンジェッターズ - ウルトラマニアック - ソニックX - ASTRO BOY 鉄腕アトム - 藍より青し〜縁〜 - マリア様がみてる - 光と水のダフネ - Get Ride! アムドライバー - レジェンズ 蘇る竜王伝説 - ビューティフル ジョー - スクールランブル - ジパング - ドラえもん（第2作2期） - 雪の女王 - あまえないでよっ!! - 地獄少女 - アニマル横町 - あまえないでよっ!!喝!! - アクビガール - スクールランブル 二学期 - ひぐらしなく頃に - 地獄少女 二籠 - 風の少女エミリー - はっけん たいけん だいすき! しまじろう - ひぐらしのなく頃に解 - ヤッターマン（第2作） - こばと。 - 地獄少女 三鼎 - ジュエルペット - 他、多数 |

### OVA
- バリバリ伝説
- 火の鳥・ヤマト編
- 破邪大星ダンガイオー
- 火の鳥・宇宙編
- 孔雀王
- 吸血姫美夕
- エースをねらえ!2
- トップをねらえ!
- 機甲猟兵メロウリンク
- 冥王計画ゼオライマー
- 機動戦士ガンダム0080 ポケットの中の戦争
- 新キャプテン翼
- エースをねらえ!ファイナルステージ
- B・B
- 藤子・F・不二雄のSF（すこし・ふしぎ）短編シアター
- ロードス島戦記
- 天外魔境 自来也おぼろ変
- THE八犬伝
- 機動戦士ガンダム0083 STARDUST MEMORY
- 一本包丁満太郎
- 万能文化猫娘（旧OVA）
- タイムボカン王道復古
- ユンカース・カム・ヒア メモリーズ・オブ・ユー
- 宇宙の騎士テッカマンブレードII
- KEY THE METAL IDOL
- 機動戦士ガンダム 第08MS小隊
- それゆけ!宇宙戦艦ヤマモト・ヨーコ
- AIKa
- 闘神伝
- 旭日の艦隊
- 超光速グランドール
- それゆけ!宇宙戦艦ヤマモト・ヨーコⅱ
- サクラ大戦 桜華絢爛
- 超機動伝説ダイナギガ
- とっとこハム太郎 アニメでちゅ!
- エクスドライバー
- エイケン エイケンヴより愛をこめて

### ゲーム
- 機動戦士ガンダム
- 新世紀エヴァンゲリオン
- サクラ大戦
- ボカンと一発!ドロンボー
- 新世紀エヴァンゲリオン 2nd Impression
- 超光速グランドール
- ボカンと一発!ドロンボー 完璧版
- ボカンですよ
- ボカンGoGoGo

2000年代以降では、主にサンライズ・ぴえろ、スタジオコメット・J.C.STAFF・日本アニメーション・シンエイ動画などが制作するアニメ作品に於いて、「ビデオ編集」「オンライン編集」といった形で関わっていた。

## 備考
- 会社創立の翌年（1956年）にアグフア・カラー（英語版）の現像設備が整い、日本最初のアグフア方式によるカラー映画『午後8時13分』（監督：佐伯幸三、大映東京）を送り出す。
- 2008年、港区に所在する虎ノ門東宝ビルにtogen虎ノ門試写室を開設。2022年3月14日にて閉鎖。